# Beat Wabel
Beat Wabel (Wetzikon, 23 mei 1967) is een voormalig Zwitsers veldrijder, wielrenner en mountainbiker.

## Carrière
Wabel werd in 1985 wereldkampioen veldrijden bij de junioren. In 1995 behaalde hij de bronzen medaille op het wereldkampioenschap, ditmaal bij de elite. 
Het jaar erop, in 1996, eindigde hij als derde in de wereldbeker veldrijden. Verder is hij vijfvoudig Zwitsers kampioen veldrijden. Wabel eindigde in 1996 als veertiende in de olympische mountainbikerace, die in Atlanta voor het eerst op het olympisch programma stond.
In 1997 behaalde hij zijn eerste grote mountainbike succes toen hij als derde eindigde bij de Europese kampioenschappen mountainbike. In 1993 won hij al wel een manche op het wereldkampioenschap mountainbike.
Wabel heeft momenteel een fietszaak die is gespecialiseerd in veldrijden en mountainbiken.

## Belangrijkste overwinningen
1985
- Wereldkampioen veldrijden, Junioren

1989
- Cyclocross van Dagmersellen

1990
- Zwitsers kampioen veldrijden, Elite
- Cyclocross van Dagmersellen

1991
- Cyclocross van Steinmaur
- Cyclocross van Wetzikon

1992
- Cyclocross van Steinmaur
- Cyclocross van Eschenbach

1993
- Zwitsers kampioen veldrijden, Elite
- Witloofveldrit
- crosscountry van Vail

1996
- Cyclocross van Hittnau
- Cyclocross van Hombrechtikon

1997
- Cyclocross van Meilen
- Cyclocross van Safenwil
- Schulteiss-Cup
- Cyclocross van Rüti
- Cyclocross van Sankt-Gallen
- Cyclocross van Hittnau

1998
- Zwitsers kampioen veldrijden, Elite
- Cyclocross van Russikon
- Cyclocross van Steinmaur
- Cyclocross van Liestal
- Cyclocross van Hittnau
- Cyclocross van Rüti

1999
- Cyclocross van Hombrechtikon
- Cyclocross van Hittnau
- Ziklokross Igorre
- Cyclocross van Dagmersellen

2000
- Zwitsers kampioen veldrijden, Elite
- Cyclocross van Hombrechtikon
- Cyclocross van Zürich-Waid
- Cyclocross van Russikon

2001
- Zwitsers kampioen veldrijden, Elite
- Cyclocross van Meilen
- Cyclocross van Wängi
- Cyclocross van Hittnau

2002
- Criterium van Uzwil

2003
- Zwitsers kampioen veldrijden, Elite
- Cyclocross van Obergögsen